# Frantz Fanon : Peau noire, masque blanc
Ne doit pas être confondu avec Peau noire, masques blancs.
 (décembre 2019).
Pour plus de détails, voir Fiche technique et Distribution.
Frantz Fanon : Peau noire, masque blanc est un film de Isaac Julien sorti en 1995, consacré à la vie et la pensée du psychiatre martiniquais Frantz Fanon.

## Synopsis
Ce film docudrame est le premier sur le psychiatre et théoricien du colonialisme Frantz Fanon, dont le rôle est interprété par l'acteur britannique Colin Salmon. Il est réalisé par le cinéaste britannique Isaac Julien. Celui-ci brosse un portrait de Frantz Fanon mêlant documents d'archives et scènes reconstituées,.
Né en 1925 en Martinique, Fanon reçoit une éducation occidentale. Et quand il voyage en France pour lutter avec la résistance et aussi pour se former à devenir psychiatre, son désir de s'insérer et de s'assimiler aux Français métropolitains blancs se brise par le rejet et le racisme. Avec l'expérience de ces illusions assimilationnistes, et en lien avec la publication par Octave Mannoni en 1950 de l'ouvrage Psychologie de la colonisation, il écrit Peau noire, masques blancs en 1952, à l'origine ce livre s'appelait Un essai pour la désaliénation des noirs.
Le film explore pour la première fois au cinéma, le théoricien des mouvements anti-coloniaux de siècle, mort d'une leucémie en 1961, et dont les deux ouvrages, Peau noire, masques blancs et les Damnés de la Terre (ce dernier livre écrit par Fanon est considéré par le sociologue britannique Stuart Hall comme étant le livre de Fanon le plus important, écrit notamment pendant la guerre d'Algérie), sont des études pionnières de l'impact psychologique du racisme sur les colonisés et les colonisateurs. Cette biographie cinématographique recontextualise la place de Fanon parmi les leaders noirs qui ont lutté contre le racisme anti-noir et la colonisation et surtout restitue les débats contemporains autour de la colonisation et ses méfaits.
Ses analyses dans ses livres sont toujours un moyen de se libérer de toutes les formes de domination psychologiques y compris le colonialisme raison pour laquelle ses livres eurent une influence considérable en Afrique et en Amérique latine, mais aussi aux États-Unis auprès du Black Panther Party,.
Dans ce film on peut aussi voir l'intervention de grandes figures des études post-coloniales et critiques culturels comme Françoise Vergès et le sociologue britannique  Stuart Hall qui re-contextualisent l’œuvre de Frantz Fanon dans son époque coloniale et en dégagent une implication pour l'époque contemporaine.
Isaac Julien est un réalisateur britannique noir, connu pour ses films provocateurs tel que Looking for Langston et Young Soul Rebels. Il intègre dans son film des faits biographiques, notamment avec des entretiens avec des membres de sa famille et de ses amis.

## Fiche technique
- Titre: Frantz Fanon : Peau noire, masque blanc
- Réalisation : Isaac Julien, Mark Nash
- Production : Mark Nash pour le Arts Council of England, Normal films, Illuminations, BBCTV
- Producteur exécutif : Rodney Wilson
- Musique : Tunde Jegede, Gladstone
- Costumes : Annie Curtis-Jones, Magdalena Garcia
- Montage : Robert Hargreaves, Justin Krish, Nick Thompson
- Format : Couleur et noir et blanc
- Genre : Docudrame
- Durée : 70 min
- Pays d'origine :   Britannique
- Date de sortie : 1995

## Distribution
- Colin Salmon : Frantz Fanon
- Halima Daoud : La femme du maquis
- Al Nejari : Le patient Algérien
- John Wilson : Policier français
- Noirin Ni Dubhgaill : Le compagnon de Frantz Fanon
- Ana Ramalho : La femme française
- Homi Bhabha : Lui-même interviewé
- Stuart Hall : Lui-même interviewé
- Françoise Vergès : Elle-même interviewée
- Olivier Fanon : Lui-même interviewé
- Kiaber Gamess : Lui-même interviewé
- Jacques Azoulay : Lui-même interviewé
- Daniel Boukman : Lui-même interviewé
- Alice Cherki : Elle-même interviewée
- Maryse Condé : Elle-même interviewée
- Raphaël Confiant : Lui-même interviewé
- Félix Fanon : Lui-même interviewé
- France-Lyne Fanon : Elle-même interviewée
- Joby Fanon : Lui-même interviewé
- Mohammed Harbi : Lui-même interviewé